# Olancho
Olancho je jeden z osmnácti departementů Hondurasu. Nachází se ve vnitrozemí východní části země u hranice s Nikaraguou. Má rozlohu 24 057 km² a je plošně největším honduraským departementem. Žije v něm okolo 520 000 obyvatel. Hlavním městem je Juticalpa. Departement je administrativně rozdělen na 23 obcí.

## Historie
Departement Olancho byl vytvořen v roce 1825. V letech 1864–1868 zde probíhalo rozsáhlé rolnické povstání proti centrální vládě, které vedl Serapio Romero. Ve 21. století region proslul vysokou mírou kriminality spojenou s působením drogových kartelů.

## Geografie
Na severozápadě se nachází pohoří Sierra de Agalta. Rovinatý východ departementu je pokryt převážně deštným pralesem. Na území Olancha zasahuje biosférická rezervace Río Plátano, turistickou atrakcí je také jeskyně Talgua, používaná v předkolumbovských dobách jako pohřebiště. Olancho patří k hlavním zemědělským oblastem Hondurasu, pěstuje se zde kukuřice, cukrová třtina, rýže a kávovník, významná je také těžba dřeva. Centrální nížina je využívána k chovu dobytka. Řeka Guayape je zlatonosná.